# Arthur Fanshawe
Pour les articles homonymes, voir Fanshawe.
Arthur Fanshawe, né le 5 février 1794 à Regent's Park où il est mort le 14 juin 1864, est un officier britannique de la Royal Navy, Commander-in-Chief, Plymouth.

## Biographie
Fils de Robert Fanshawe, il s'engage dans la Royal Navy en 1804. Promu capitaine en 1816, il commande le HMS Donegal à partir de 1832, puis le HMS Princess Charlotte pendant la crise orientale de 1840.
Il est nommé commodore du West Africa Squadron en 1849, commandant en chef de la North America and West Indies Station en 1853 et commandant en chef de la Mediterranean Fleet en 1858. Sa dernière nomination est celle de Commander-in-Chief, Plymouth à partir de juin 1860.
Il meurt à Regent's Park à Londres et laisse ses domaines du Hampshire à son neveu, l'amiral Edward Fanshawe.